# Viaje al centro de la Tierra (película de 1976)
Viaje al centro de la Tierra es una película dirigida por Juan Piquer Simón que adapta el clásico homónimo de Julio Verne.

## Trama
Un grupo de geólogos, incluido el profesor Otto Lidenbrock, discute varias teorías sobre la composición del interior de la Tierra. Deciden que la única forma de saberlo con certeza sería montar una expedición para descubrir qué teoría era cierta.
Mientras visita una librería, Lidenbrock (More) compra un libro antiguo, escrito por Arne Saknussemm, que contiene conocimiento codificado y no revelado del centro de la Tierra de un misterioso caballero. Ansioso por saber más, recluta a su sobrina Glauben y a su amante Axel, un soldado. Axel se encarga de llevar un diario del viaje y, a menudo, mejora sus contribuciones a la exposición.
Al llegar a Islandia, contratan al pastor y alpinista Hans. Juntos, los cuatro partieron hacia la aventura de su vida hacia el centro de la Tierra. Después de una serie de percances, incluida la pérdida del libro misterioso, a mitad de su viaje, Olsen, un científico que viaja en el tiempo, se encuentra con los exploradores.
Olsen les revela a los demás viajeros la existencia de una ciudad perdida, donde los clones de Olsen están realizando experimentos, usando una caja misteriosa. Olsen le muestra al grupo la flora y la fauna de la Tierra Media, incluidos los dinosaurios supervivientes. Olsen luego desencadena una explosión para permitir que los demás escapen de regreso a su casa.
Algunos años más tarde, Glauben y Axel se casan y Hans se ha convertido en un pastor exitoso. Linderbrook todavía busca en librerías antiguas, con la esperanza de obtener más información. En una de esas tiendas, le dicen a Linderbrook que le han dejado un paquete, y resulta ser la caja experimental de Olsen. Mirando a través de la ventana de la tienda, Linderbrook ve a Olsen, ahora mucho mayor, mirándolo.